# Poa densa
Poa densa là một loài thực vật có hoa trong họ Hòa thảo. Loài này được Troitsky miêu tả khoa học đầu tiên năm 1928.